# 弗拉布查灣

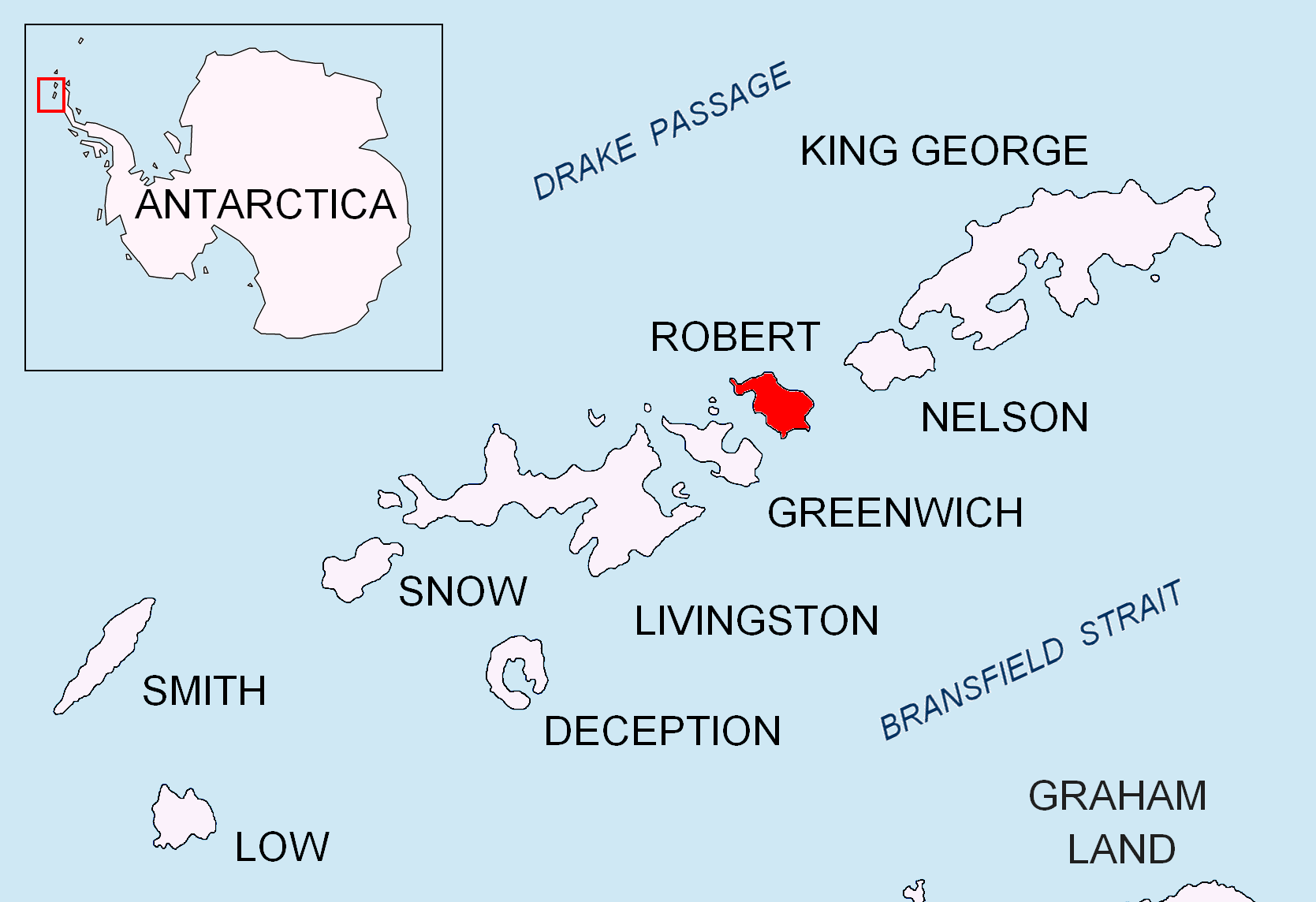

弗拉布查灣（Vrabcha Cove），是南極洲的海灣，位於南設得蘭群島的羅伯特島西北岸，處於海伍德島西面，長1公里、寬0.9公里，以保加利亞西部城鎮命名，現時由南極條約體系管理。
62°19′16″S 59°41′27″W / 62.32111°S 59.69083°W